# Heidi (film 1965)
Heidi (Heidi) è un film austriaco del 1965 diretto da Werner Jacobs, basato sul romanzo per ragazzi Heidi di Johanna Spyri.

## Trama
La trama è la medesima del film Son tornata per te (Heidi) diretto nel 1952 da Luigi Comencini con l'unica differenza che siamo a metà degli anni sessanta; per il resto trattasi di un fedele remake anche nei dialoghi e nelle situazioni.

## Distribuzione

### Edizione italiana
Il film fu distribuito nei cinema italiani il 2 agosto 1978 in seguito al successo dell'omonima serie animata. Nel doppiaggio tornarono nei loro ruoli alcuni doppiatori della serie e vi fu aggiunta nei titoli di testa e nel finale la canzone Heidi-Di, interpretata da Rita Pavone e scritta da Umberto Napolitano, Giuni Russo e Maria Antonietta Sisini.